# اوکارچ (اکلاهما)
اوکارچ(به انگلیسی: Okarche) شهری در ایالت اکلاهما کشور ایالات متحده آمریکا است که جمعیت آن در سرشماری سال ۲۰۱۰ میلادی، ۱٬۲۱۵ نفر بوده‌است.